# Psilopogon rubricapillus
El barbudo capirrojo, barbudo de garganta carmín o barbudo pequeño de Ceilán (Psilopogon rubricapillus) es una especie de ave piciforme de la familia Megalaimidae endémica de Sri Lanka.

## Descripción

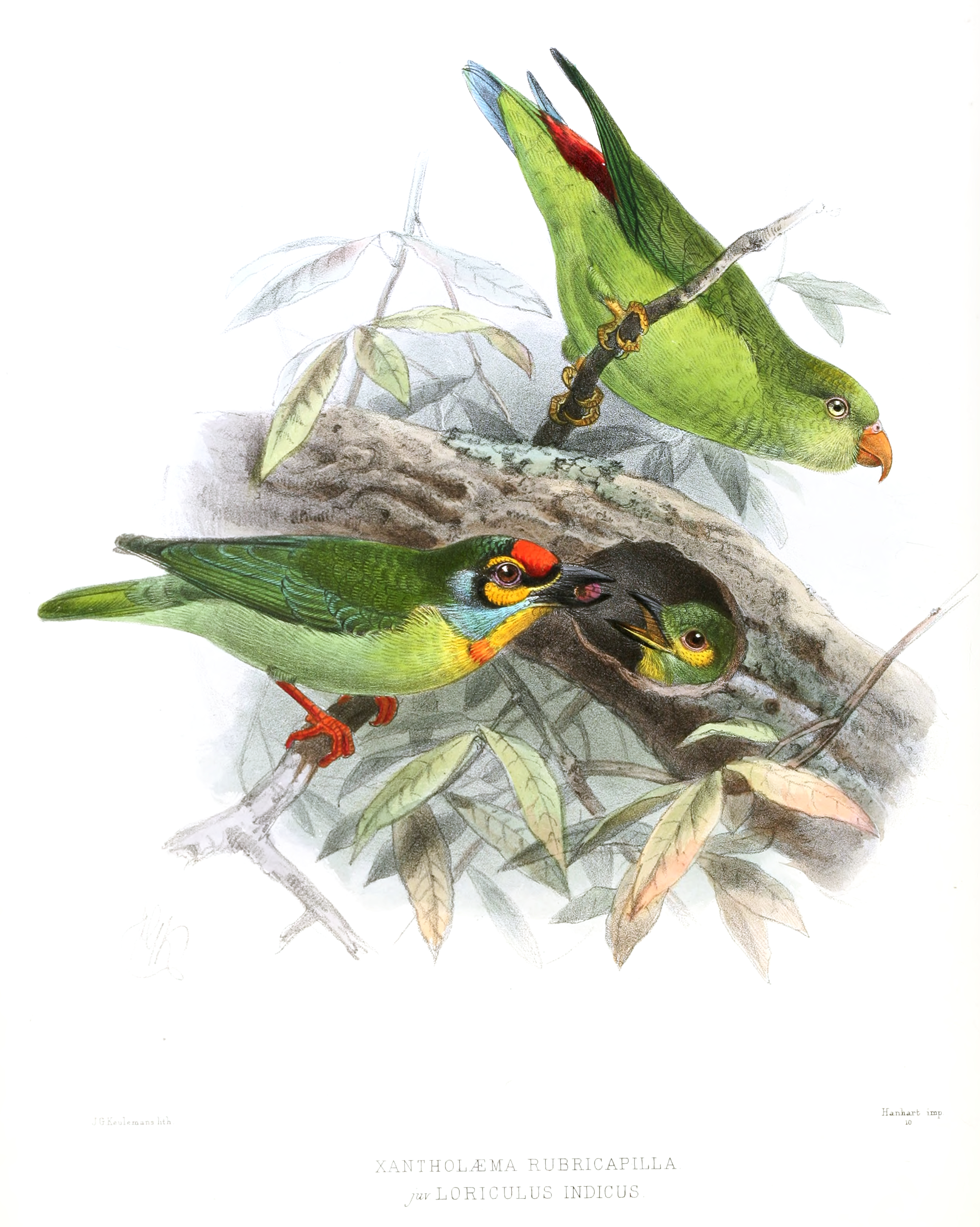

Este es un barbudo pequeño de 15 cm de largo. Es un ave rechoncha con un cuello corto, cabeza grande y cola corta. Los adultos poseen un plumaje y alas verdes, con una franja azul sobre el lateral de la cabeza y cuello. Su frente es roja, mientras que la parte frontal del rostro y garganta son amarillos, enmarcadas por un borde negro la frente y el rostro por detrás del ojo.
El barbudo capirrojo es una especie arbórea, y se alimenta de frutas e insectos. Hace su nido en huecos de los árboles, su puesta tiene 2 a 4 huevos.

## Distribución y hábitat
Se lo encuentra en bosques abiertos de Sri Lanka. El barbudo malabar endémico de las Ghats occidentales de India antiguamente era considerado como una subespecie de Megalaima rubricapillus. Los barbudos y los tucanes son un grupo de aves piciformes con una distribución que abarca las zonas tropicales de la Tierra. 